# Mämmi

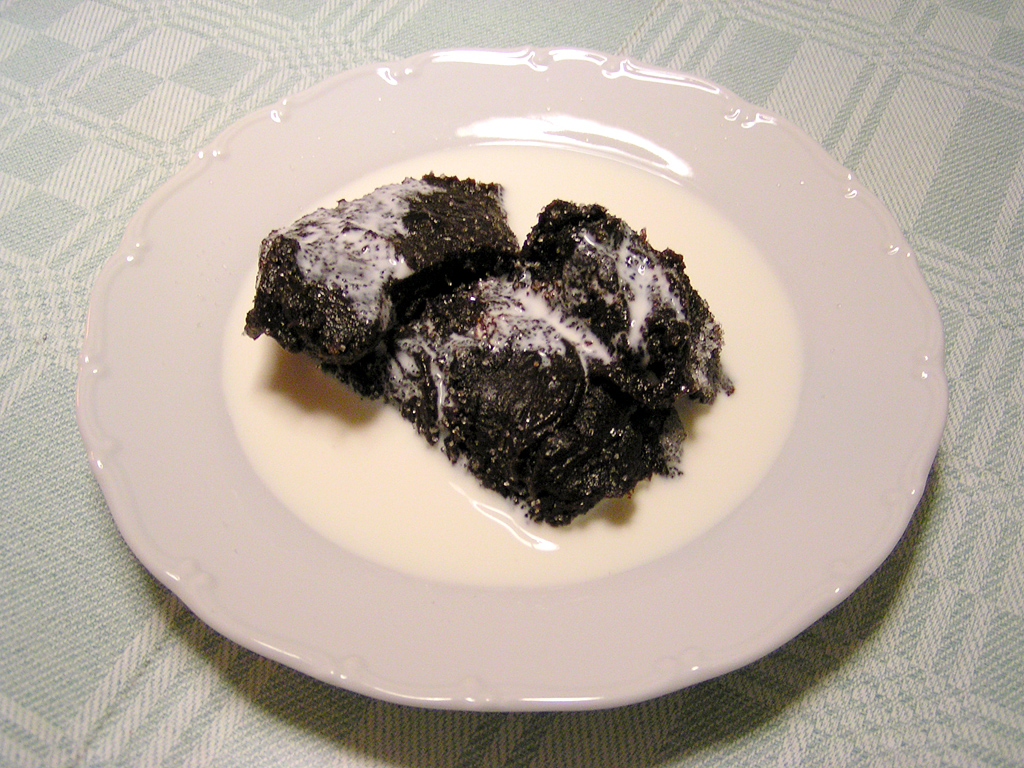
Mämmi avec crème fraîche et sucre.

Mämmi (prononcé /ˈmæmːi/) (finnois : mämmi ; suédois : memma) est un dessert de Pâques traditionnel finlandais.

## Description
Le mämmi est composé d'eau, de farine de seigle et de malt de seigle en poudre, le tout assaisonné de mélasse foncée, de sel et de zeste d'orange amère en poudre. Le mélange est laissé s'agglutiner dans un processus sucrant avant d'être cuit au four jusqu'à ce que le mämmi devienne solide. La préparation du mämmi est très longue ; après le passage au four, il doit être mis au frais pendant trois à quatre jours avant qu'il ne soit prêt à la consommation. Parfois, il se produit une légère fermentation.
Le mämmi est généralement mangé froid avec de la crème fraîche ou du sucre, ou encore une sauce ou une glace à la vanille. Il peut également être tartiné sur du pain.
Il existe une société pour amateurs de mämmi en Finlande, fondée par Ahmed Ladarsi, ancien chef de l'ambassade italienne à Helsinki. Il dit qu'il y a environ cinquante recettes incluant le mämmi dans les ingrédients. Il y a plusieurs sites web avec recettes pour ou avec mämmi, la plupart en finnois.

## Histoire
La plus ancienne mention du mämmi dans l'histoire semble être dans une dissertation en latin datant du XVIe siècle. Certains pensent que le mämmi est connu dans le sud-ouest de la Finlande depuis le XIIIe siècle, quand la Finlande faisait partie d'une Suède catholique.
À l'origine, on mangeait le mämmi pendant le Carême, ses propriétés laxatives étant associées à la purification et à la purge. Puisqu'il se conserve bien pendant plusieurs jours, il était commode à manger le Vendredi saint, quand faire la cuisine était interdit. Aujourd'hui, il est traditionnellement mangé à Pâques.
Le mämmi est aujourd'hui le plus souvent produit en masse et est disponible dans les supermarchés finlandais toute l'année. La plus grande usine de mämmi au monde est située à Toijala.
Le professeur Hely Tuorila de l'Université de Helsinki a mené une étude au début des années 1990 sur l'acceptation des plats « ethniques » aux États-Unis, y testant le mämmi. En général, les plats finnois n'y étaient pas populaires.
Il existe un championnat du monde d'absorption de mämmi, tenu chaque année à Toijala.